# Karł Roullier
Karł F. Roullier (znany też jako K.F. Rulje) (1814–1858) -  rosyjski paleontolog i zoolog. Profesor Uniwersytetu Moskiewskiego i Akademii Medyko-Chirurgicznej w Moskwie. Roullier badał i popularyzował ideę zmienności gatunków jeszcze przed opublikowaniem założeń teorii ewolucji przez Karola Darwina.